# Liste der Bodendenkmale in Markneukirchen
In der Liste der Bodendenkmale in Markneukirchen sind die Bodendenkmale der Stadt Markneukirchen und ihrer Ortsteile nach dem Stand der Auflistung von Volkmar Geupel aus dem Jahr 1983 aufgelistet. Eventuelle Änderungen und Ergänzungen, insbesondere aus der Zeit nach der Wende, sind nicht berücksichtigt, da für Sachsen aktuell keine neueren allgemein zugänglichen Bodendenkmallisten vorliegen. Die Baudenkmale sind in der Liste der Kulturdenkmale in Markneukirchen aufgeführt.
| Denkmal-ID | Fundart            | Ortsteil       | Bezeichnung                             | Zeitstellung    | Lage                                                                                               | Bemerkungen | Bild |
| ---------- | ------------------ | -------------- | --------------------------------------- | --------------- | -------------------------------------------------------------------------------------------------- | --- | ---- |
| ?          | Befestigung > Burg | Gopplasgrün    | Wasserburg „Wohlhübel“                  | Mittelalter     | südöstlicher Ortsteil, Osthang des Dorfbachs                                                       | Niederungsburg, viereckiger Bühl mit abgerundeten Ecken, ursprünglich umlaufender Graben im Süden und Osten erhalten, im Norden und Westen gestört bzw. eingeebnet, Schutz seit 16. November 1969 |      |
| ?          | besonderer Stein   | Gopplasgrün    | Steinkreuz „Die Marter“, „Das Marterle“ | Spätmittelalter | zwischen Gopplasgrün und Erlbach, östlich der Landstraße, am Übergang eines Feldwegs über den Bach | Schutz seit 18. Juli 1963 |      |
| ?          | Befestigung > Burg | Landwüst       | Wasserburg „Kornhaus“, „Alter Wall“     | Mittelalter     | westliches Ortsende, in der Aue des Bachs                                                          | Niederungsburg, quadratischer Bühl mit abgerundeten Ecken, im Südosten gestört, ursprünglich umlaufender Graben im Süden verschliffen, Schutz seit 16. November 1959                              |      |
| ?          | Befestigung        | Landwüst       | Schanze „Schwedenschanze“               | Neuzeit         | südlich des Orts am Kammweg                                                                        | 1632 errichtet, rechteckige Anlage mit abgerundeten Ecken, Wall mit umlaufendem Graben, Zugang im Westen, Schutz seit 14. Januar 1981                                                             |      |
| ?          | Befestigung > Wall | Markneukirchen | Grenzgraben „Alte Schanze“              | Neuzeit         | südlich des Orts, nördlich des Haarbachs                                                           | 1546/47 errichtet, 550 m langer Graben in Ost-West-Richtung, Schutz seit 14. Januar 1981 |      |